# Chrysostomus Laurentius Pfrogner
Chrysostomus Laurentius Pfrogner OPraem, (12. August 1751 getauft in Pernharz (tschechisch Pernarec) bei Mies in Böhmen; † 28. September 1812 in Tepl) war ein römisch-katholischer Ordenspriester, 1802 Rektor der Karl-Ferdinands-Universität Prag und von 1803 bis 1812 Abt des Stiftes Tepl in Westböhmen.

## Leben
Nach einem Studium an der Karls-Universität Prag und der Promotion zum Doktor der Philosophie im Jahr 1774 trat der Bauernsohn Laurentius (bzw. Laurenz oder Lorenz) Pfrogner im Jahr darauf in den Orden der Prämonstratenser ein und nahm den Ordensnamen Chrysostomus an, den er fortan an erster Stelle führte. Ab 1788 war er Studienpräfekt am Generalseminar in Prag. Nach der Promotion zum Doktor der Theologie im Jahr 1790 war er seit 1791 Professor für Kirchengeschichte an der Prager Universität mit einer Lehrtätigkeit an der Philosophischen Fakultät. 1796 fungierte er als Dekan dieser Fakultät und im Jahr 1802 hatte er das Amt des Rektors der Karls-Universität inne. In den Jahren nach 1803 war Chrysostomus Laurentius Pfrogner Abt des Stiftes Tepl in Westböhmen. Sein Sekretär Karl Prokop Reitenberger wurde 1812 sein Nachfolger.
Pfrogner war Verfasser kirchengeschichtlicher und philosophischer Schriften, erwarb sich Verdienste um den Aufbau des Gymnasiums der Prämonstratenser in Pilsen und ließ 1808 am Marienbrunnen in der Nähe Tepls auf Drängen des Klosterarztes Johann Josef Nehr ein erstes festes Badehaus errichten, woraus durch weiteren Ausbau des Ortes unter seinem Nachfolger Reitenberger der Kurort Marienbad entstand.

## Schriften (Auswahl)
- Einleitung in die christliche Religions- und Kirchengeschichte überhaupt und in die Kirchengeschichte Böhmens insbesondere, 2 Bände (1801)
- Über den Begriff der Selbstbeurteilung (1804)
- Über den Ursprung des Guten und des Bösen nach allen Bedeutungen (1806)
- Über die menschliche Bildung und ihr Verhältnis zur letzten Bestimmung (1810)
- Über die unendliche Würde Jesus und über die nichtswürdigen Bemühungen seiner Gegner (1813)

Schriften von Chrysostomus Laurentius Pfrogner bei Google-Books